# Rozel·lomicots
Els rozel·lomicots (Rozellomycota) són una divisió o fílum del regne dels fongs (Fungi). Són un grup de fongs endoparàsits o epibionts de protists, algues i altres fongs.
És un llinatge basal de fongs amb característiques molt primitives. Anteriorment havien estat classificats com a protists.

## Taxonomia
El fílum Rozellomycota inclou dues classes:
- Classe Rudimicrosporia
- Classe Microsporidia